# Taccarum crassispathum
Taccarum crassispathum är en kallaväxtart som beskrevs av Eduardo G. Gonçalves. Taccarum crassispathum ingår i släktet Taccarum och familjen kallaväxter. Inga underarter finns listade.